# Deanston (village)
Deanston est un village situé dans le Stirling, en Écosse.